# Peugeot 9X8 2024
Der Peugeot 9X8 2024 ist ein Prototyp, der 2024 bei Peugeot entwickelt wurde. 

## Entwicklungsgeschichte und Technik
Der Peugeot 9X8 war das erste Le Mans Hypercar, das innerhalb dieser Fahrzeugkategorie ein Nachfolgemodell bekam. 2022 hatte der 9X8 in der FIA-Langstrecken-Weltmeisterschaft sein Renndebüt. Das Fahrzeug hatte  keinen Heckflügel und erzeugte den Anpressdruck fast ausschließlich über den Unterboden. Da sportliche Erfolge weitgehend ausblieben, entschloss sich die Teamführung von Peugeot Sport im Herbst 2023 zu weitreichenden Umbauten an der Karosserie, die zur Entwicklung des 9X8 2024 führten. 
Sowohl das Fahrwerk als auch die Karosserie wurden umgebaut. Wie die Rennwagen der Konkurrenz bekam der 9X8 2024 einen Heckflügel, außerdem passten die Peugeot-Ingenieure die Reifengrößen an. Der 9X8 hatte rundum 310 mm breite Rennreifen, der neue Wagen hat nunmehr vorn eine Reifenbreite von 290 mm und 340 mm bei den Hinterreifen. Dazu Olivier Jansonnie, der technische Direktor von Peugeot: „Der Heckflügel ist eigentlich nur Beiwerk zu einem viel größeren Umbau, der das Konzept des Fahrzeugs stark verändert hat. Die Idee war daher, zu einem Fahrzeugdesign zurückzukehren, das dem unserer Konkurrenten ähnlich ist, damit es bei der BOP gleichwertig behandelt werden kann. Damit die Reifen effektiv arbeiten können, mussten wir den Schwerpunkt des 9X8 verändern, was bedeutete, dass wir bestimmte Komponenten verschieben und andere leichter machen mussten.“

## Renngeschichte

### 2024
Das Renndebüt wird der 9x8 2024 beim 6-Stunden-Rennen von Imola, dem zweiten Wertungslauf der FIA-Langstrecken-Weltmeisterschaft 2024 geben. Beim ersten Rennen der Saison, dem 1812-km-Rennen von Katar, kam noch der 9X8 zum Einsatz. Beim letzten Saisonrennen in Bahrain gelang mit dem dritten Gesamtrang die erste Podiumsplatzierung des Jahres.

## Statistik

### Einzelergebnisse in der FIA-Langstrecken-Weltmeisterschaft
| Saison | Team                  | Startnummer | Fahrer                                       | 1   | 2   | 3   | 4   | 5   | 6   | 7   | 8   |
| ------ | --------------------- | ----------- | -------------------------------------------- | --- | --- | --- | --- | --- | --- | --- | --- |
| 2024   | Peugeot TotalEnergies | 93          | Mikkel Jensen Nico Müller Jean-Éric Vergne   | KAT | IMO | SPA | LEM | SAO | AUS | FUJ | BAH |
| 2024   | Peugeot TotalEnergies | 93          | Mikkel Jensen Nico Müller Jean-Éric Vergne   |     | 9   | 10  | 12  | 8   | 12  | 4   | 3   |
| 2024   | Peugeot TotalEnergies | 94          | Loïc Duval Paul di Resta Stoffel Vandoorne   | KAT | IMO | SPA | LEM | SAO | AUS | FUJ | BAH |
| 2024   | Peugeot TotalEnergies | 94          | Loïc Duval Paul di Resta Stoffel Vandoorne   |     | 15  | 14  | 11  | 16  | DNF | 8   | DNF |
| 2025   | Peugeot TotalEnergies | 93          | Mikkel Jensen Paul di Resta Jean-Éric Vergne | KAT | IMO | SPA | LEM | SAO | AUS | FUJ | BAH |
| 2025   | Peugeot TotalEnergies | 93          | Mikkel Jensen Paul di Resta Jean-Éric Vergne | 9   | 9   | 11  | 16  | 7   |     |     |     |
| 2025   | Peugeot TotalEnergies | 94          | Loïc Duval Malthe Jakobsen Stoffel Vandoorne | KAT | IMO | SPA | LEM | SAO | AUS | FUJ | BAH |
| 2025   | Peugeot TotalEnergies | 94          | Loïc Duval Malthe Jakobsen Stoffel Vandoorne | 12  | 12  | DNF | 11  | 6   |     |     |     |